# Sarajewskie róże
Sarajewskie róże (bośn. Sarajevske ruže) − masa żywicy z dodatkiem plastiku i zmieszana z czerwoną farbą, którą wypełniono dziury w jezdniach Sarajewa w miejscach, gdzie od eksplozji pocisków zginęły co najmniej trzy osoby. Nazwa pochodzi od przypominającego płatki kwiatów układu bruzd, jaki granaty tworzyły w nawierzchni.
Pomysłodawcą projektu skatalogowania śladów po wybuchach był pod koniec lat 90. prof. Nedžad Kurto, architekt i artysta, natomiast projekt wypełnienia ubytków czerwoną masą przedstawił poeta, prozaik i scenarzysta filmowy Abdulah Sidran, który przeforsował go dzięki poparciu Timura Numicia. Ostatecznie do projektu wybrano 150 miejsc.
Z czasem następowała powolna degradacja róż z powodu słabej jakości materiałów. Po kilkuletnim planowaniu remontu 25 maja 2012 roku minister do spraw weteranów podpisał z wykonawca umowę o rekonstrukcji 12 róż w centrum miasta, a w następnej kolejności wszystkich pozostałych. Przy każdej róży zaplanowano tablicę upamiętniająca ofiary. Od tego czasu dokonano kilku rekonstrukcji (w 2012, 2015 i 2018 r.).